# Tőrbe ejtve – Az üveghagyma
A Tőrbe ejtve – Az üveghagyma (eredeti cím: Glass Onion: A Knives Out Mystery) 2022-ben bemutatott amerikai misztikus bűnügyi film, amelynek rendezője, forgatókönyvírója és producere Rian Johnson. A 2019-es Tőrbe ejtve című film folytatása. A főbb szerepekben Daniel Craig, Edward Norton, Janelle Monáe, Kathryn Hahn, Leslie Odom Jr., Jessica Henwick, Madelyn Cline, Kate Hudson és Dave Bautista látható.
Az eredeti forgalmazó, a Lionsgate 2020-ban zöld utat adott a folytatásnak, azonban 2021 márciusában a Netflix 469 millió dollárért megvásárolta a Tőrbe ejtve két folytatásának jogait.
A világpremier a Torontói Nemzetközi Filmfesztiválon volt 2022. szeptember 10-én. 2022. november 23-án egyhetes limitált mozibemutatót kapott, amely a Netflix eddigi legszélesebb körű mozibemutatója volt és 15 millió dolláros bevételt hozott. A Netflix december 23-án mutatta be a filmet. Az első részhez hasonlóan a folytatás is elismerő kritikákat és számos díjat, illetve jelölést kapott. A kritikusok Johnson forgatókönyvét és rendezését, a szereplők alakítását, valamint a kísérőzenét is dicsérték. A National Board of Review a 2022-es év tíz legjobb filmje közé választotta.

## Rövid történet
Benoit Blanc, a világhírű magándetektív ezúttal Görögországba utazik, hogy felderítsen egy gyilkosságot egy excentrikus milliárdos és baráti társasága körében.

## Cselekmény
A 2020-as pandémia idején Miles Bron, az Alfa nevű világvállalat tulajdonosa meghívást küld legszűkebb baráti körének egy gyilkosságos társasjátékra, amit az Üveghagyma elnevezésű birtokán rendez meg a görögországi magánszigetén. A meghívottak között szerepel az Alfa egyik vezetőkutatója, Lionel Toussaint, a connecticuti kormányzó Claire Debella, a divattervező és szupermodell Birdie Jay, a youtuber Duke Cody, valamint az Alfa egykori társalapítója, Cassandra "Andi" Brand. Az összejövetelre Benoit Blanc is hivatalos, bár később kiderül, hogy Miles nem hívta meg, a jelenlétét csupán a vendégek tréfájának véli. Blanc nyomozói tehetsége révén öt perc alatt megoldja az eredetileg egész hétvégén át tartó gyilkossági játékot, majd figyelmezteti Milest, hogy a jelenlévők mindegyikének alapos oka van őt igazából is megölni.
A hétvége során Miles eldicsekszik vele, hogy a pandémia idejére a Louvre kölcsönadta neki a Mona Lisát, majd bejelenti, hogy az Alfa egy héten belül piacra dobja a legújabb fejlesztésű, hidrogén alapanyagú üzemanyagát, annak ellenére, hogy Lionel szerint még nem biztonságos. Andi emlékezteti a csapatot, hogy annak idején ő is emiatt szállt ki a cégből, majd dühösen elviharzik. Nem sokkal ezután Duke holtan esik össze, miután véletlenül beleivott Miles poharába. A jelenlévők mindegyike arra következtet, hogy Andi így akarta megölni Milest, és pánikolva keresni kezdik őt, miközben az egész szigeten elmegy az áram. A sötétben valaki ellopja Duke pisztolyát, és eldörren egy lövés. Mire a világítás visszatér, Andit holtan találják a kertben, véres felsőtesttel. Blanc elrendeli, hogy mostantól senki sem hagyhatja el a birtokot, majd közli, hogy ő már pontosan tudja, ki a gyilkos.
Időben visszatérünk az érkezés előtti hétre. Kiderül, hogy Andi Brand azon a héten meghalt, vélhetően öngyilkosság következtében, és az ikertestvére, Helen Brand felbérelte Blancot, hogy nyomozza ki a halál pontos okát. Elmondta Blancnak, hogy Andi és Miles annak idején együtt alapították az Alfát, bár a vállalat szellemi atyja mindig is Andi volt, Miles csak a befektetéseket kezelte. Amikor Andi vissza akart lépni a hidrogénalapú üzemanyag fejlesztésétől, Miles kirúgatta őt a cégből, Andi pedig perre vitte az ügyet. A tárgyaláson a barátai ellene vallottak, mivel Miles mindegyiküket lekenyerezte. Később Andi megtalálta a cég alapötletét tartalmazó papírlapot, amivel igazolni tudta volna, hogy a vállalat az övé, csakhogy a lap a halála után eltűnt. Mivel előzőleg mindegyik barátjának küldött egy emailt a lap létezéséről, Helen arra gyanakodott, hogy egyikük ölte meg Andit, hogy megvédjék Milest. Blanc javaslatára Helen titokban tartotta Andi halálát a sajtó előtt, és Andinek kiadva magát elment Miles szigetére, hogy segítsen kideríteni, kinek állhatott érdekében a gyilkosság.
A szigeten tartózkodásuk alatt Helen és Blanc kiderítették, milyen indítékai lehettek Miles barátainak: Lionel és Claire a hírnevüket kockáztatták volna Miles bukásával, Birdie tartozott neki, amiért Miles kimenekítette a pénzét egy rossz befektetésből, Duke pedig saját műsort remélt tőle az Alfa hírcsatornáján. Helen átkutatta a szobájukat, hogy valamelyiküknél megtalálja a papírlapot, de nem járt sikerrel. Amikor a sötétben valaki megpróbálta őt lelőni, túlélte, mert a mellzsebében lévő könyv felfogta a golyót. Blanc kitalálta, hogy játssza el a halálát a többiek előtt, hogy ezzel időt nyerjenek, és Helen átkutathassa Miles irodáját is, ahol végül talált egy piros borítékot, benne a papírlappal.
Blanc kijelenti, hogy Miles követte el mindkét gyilkosságot. Megmérgezte Andit, hogy megszerezhesse a papírlapot, de amikor elhajtott a helyszínről, Duke észrevette őt. Miután Andi halálát nyilvánosságra hozták, Duke zsarolni akarta vele, ezért Miles ananászlevet öntött az italába, amire Duke halálosan allergiás. Ezután ellopta Duke pisztolyát, hogy lelőhesse Helent. Helen felfedi magát a csapat előtt, és bizonyítékként eléjük tárja a papírlapot, csakhogy Miles kikapja a kezéből és elégeti. Blanc szomorúan közli, hogy ez volt az egyetlen bizonyíték, és innentől nem tehetnek semmit.
Helen dühében elkezd rombolni, és felgyújtja Miles értékes berendezését. Mivel az Üveghagyma teljes vezérlőrendszerét a hidrogénalapú üzemanyag működteti, ami rendkívül gyúlékony, a lángok leégetik az épületet a Mona Lisával együtt. A festmény elpusztulása immár igazolni fogja az üzemanyag veszélyességét és anyagilag tönkreteszi Milest. A barátai egyöntetűen úgy döntenek, ezúttal ők is ellene fognak vallani. A rendőrség megérkezik a szigetre, Helen pedig méltósággal távozik Blanc kíséretében.

## Szereplők
| Szereplő                | Színész              | Magyar hang         |
| ----------------------- | -------------------- | ------------------- |
| Benoit Blanc            | Daniel Craig         | Stohl András        |
| Miles Bron              | Edward Norton        | Kaszás Gergő        |
| Helen Brand             | Janelle Monáe        | Nemes Takách Kata   |
| Andi Brand              | Janelle Monáe        | Nemes Takách Kata   |
| Claire Debella          | Kathryn Hahn         | Bertalan Ágnes      |
| Lionel Toussaint        | Leslie Odom, Jr.     | Welker Gábor        |
| Birdie Jay              | Kate Hudson          | Létay Dóra          |
| Duke Cody               | Dave Bautista        | Schneider Zoltán    |
| Peg                     | Jessica Henwick      | Ligeti Kovács Judit |
| Whiskey                 | Madelyn Cline        | Györfi Anna         |
| Mama                    | Jackie Hoffman       | Farkasinszky Edit   |
| Miles Bron embere       | Ethan Hawke          | Bor Zoltán          |
| Phillip                 | Hugh Grant           | Széles Tamás        |
| Óránkénti dong (hangja) | Joseph Gordon-Levitt | Eredeti hang        |

## A film készítése
Johnson a film szereplőválogatását egy vacsoraparti megrendezéséhez hasonlította. Dave Bautista elmondta, hogy Johnson egy rögtönzött telefonhívással bátorította őt a jelentkezésre, Kathryn Hahn pedig több, Johnsonnal folytatott Zoom hívás során szerezte meg a szerepét.
A forgatás 2021. június 28-án kezdődött a görögországi Szpécesz szigetén. A forgatást végző stáb július 30-án hagyta el Görögországot, hogy Belgrádban folytassa a beltéri, valamint a New York-i jelenetek felvételét. A forgatás hivatalosan 2021. szeptember 13-án fejeződött be.

## Fordítás
- Ez a szócikk részben vagy egészben  a   Glass Onion: A Knives Out Mystery című angol Wikipédia-szócikk fordításán alapul.  Az eredeti cikk szerkesztőit annak laptörténete sorolja fel. Ez a jelzés csupán a megfogalmazás eredetét és a szerzői jogokat jelzi, nem szolgál a cikkben szereplő információk forrásmegjelöléseként.